# Brontí
Brontí (Brontinus, Βροντῖνος) (segle VI aC) fou un filòsof pitagòric nadiu de la ciutat de Metapont (Metapontum) a la Magna Grècia. Alcmeó de Crotona va dedicat les seves obres a aquest filòsof, a Lleó de Metapont i a Bàtil.
Se li atribueix la descoberta d'una "pols filosòfica", que probablement seria un medicament, ja que Brontí també era conegut com a metge.
Segons alguns relats es va casar amb la filòsofa Teano, mentre que d'altres diuen que Teano era la seva filla i que aquesta es va casar amb Pitàgores.
Es creu que Brontí hauria escrit diversos poemes místics, sota el pseudònim d'Orfeu. El dramaturg Epígenes de Sicion, que va viure en temps d'Alexandre el Gran, en fa referència de dues obres òrfiques amb els títols Πέπλος (Peplos) i Τὰ φυσυκά (Tà fisikà), molt probablement de Brontí.
Sirià d'Alexandria, filòsof neoplatònic del segle v, diu que Brontí «afirmava que la mònada, o la causa primera transcendeix tota mena de raó i d'essència en potència i dignitat». Una filosofia que aplega el platonisme amb el pitagorisme.